# پدر ازت مراقبت می‌کنم
پدر ازت مراقبت می‌کنم (کره‌ای: 아버님 제가 모실게요؛ انگلیسی: Father, I'll Take Care of You) یک مجموعه تلویزیونی محصول کره جنوبی سال ۲۰۱۶ با بازی کیم جه‌وون، لی سو کیونگ، پارک اون بین و لی ته هوان است. این مجموعه از ۱۲ نوامبر ۲۰۱۶ تا ۷ مه ۲۰۱۷، از ام‌بی‌سی برای ۵۰ قسمت پخش شد.